# Charles Ruggles
Charles Ruggles (ur. 8 lutego 1886 w Los Angeles, zm. 23 grudnia 1970 tamże) – amerykański aktor komediowy.

## Filmografia
Seriale
- 1948: The Chevrolet Tele-Theatre
- 1954: Climax! jako Dan Genessen
- 1961: Ben Casey jako Victor Harmon
- 1963-64: Prawo Burke'a jako O.B. Danberry / Charles Wingfield / I.A. Bugg / Mr. Gregory
- 1964: The Beverly Hillbillies jako ojciec panny Drysdale
- 1964-65: Ożeniłem się z czarownicą jako Hedley Partridge
- 1965: The Munsters jako Charlie Wiggens
- 1966: Bonanza jako pułkownik Robert Fairchild
- 1967: The Danny Thomas Hour jako Stimson

Filmy
- 1915: Peer Gynt jako The Button Molder
- 1929: The Lady Lies jako Charlie Tayler
- 1932: Jedna godzina z tobą jako Adolph
- 1932: Kochaj mnie dziś jako wicehrabia Gilbert de Varèze
- 1932: To jest ta noc jako Bunny West
- 1932: Złote sidła jako major
- 1933: Alicja w Krainie Czarów jako March Hare
- 1936: The Big Broadcast of 1936 jako Wilbur Sealingsworth
- 1938: Drapieżne maleństwo jako major Horace Applegate
- 1940: Niewidzialna kobieta jako George
- 1946: Skradzione życie jako Freddie Linley
- 1961: Rodzice, miejcie się na baczności jako Charles McKendrick (dziadek sióstr)
- 1966: Za mną chłopcy! jako John Everett Hughes

## Wyróżnienia
Posiada trzy gwiazdy na Hollywoodzkiej Alei Gwiazd.